# Mirek Topolánek
Mirek Topolánek (Vsetín, Checoslovaquia, 15 de mayo de 1956) es un político checo que fue primer ministro de su país desde el 16 de agosto de 2006. El 26 de marzo de 2009 presentó su dimisión, el 8 de mayo de 2009 fue sustituido por el independiente Jan Fischer. Ha sido el presidente del Partido Democrático Cívico (ODS, el partido checo de derecha más fuerte) desde noviembre de 2002. Renovó el mandato el 8 de noviembre de 2006.
Entre 2006 y 2009, Topolánek fue miembro de la Cámara de Diputados (MP) y senador de Ostrava desde 1996 hasta 2004. Después de dejar la política en 2010, Topolánek ha estado activo en la industria de la energía eléctrica.
El 24 de marzo de 2009, Topolánek renunció como primer ministro después de perder un voto de desconfianza en la Cámara de Diputados . Permaneció en el cargo hasta el 8 de mayo, momento en el que Jan Fischer asumió el cargo como primer ministro independiente al frente de un gobierno provisional interino.
En noviembre de 2017, Topolánek anunció su candidatura a la presidencia en las elecciones de 2018, pero recibió solo el 4% y quedó en sexto lugar en las elecciones.

## Primeros años
Mirek Topolánek asistió a una escuela secundaria militar en Opava, donde se convirtió en miembro de la Unión de Juventudes Socialistas, lo cual él afirmó era semi-obligatorio para futuros oficiales de carrera del Ejército Popular Checoslovaco. Después de terminar, estudió en la Universidad Tecnológica de Brno, donde recibió una Licenciatura en Ingeniería Mecánica. En 1996 ganó una beca para el Curso de formación en gestión de pequeñas y medianas empresas (MIM) en Chipre y también asistió a un Curso de posgrado en Gestión corporativa (Centro de formación en gestión, Čelákovice CZ).
Ingresó a la política al convertirse en miembro del Foro Cívico post-comunista del movimiento cívico general en 1989 y ha sido miembro del Partido Democrático Cívico desde 1994. Topolánek cofundó la empresa de ingeniería VAE Ltd. en 1991 y fue miembro de la junta directiva de VAE Inc. desde 1996 hasta 2003.

## Carrera política
Topolánek se postuló en las elecciones al Senado de 1996 en el distrito de la ciudad de Ostrava, donde derrotó al candidato socialdemócrata Jiří Smejkal y se convirtió en senador. Fue reelegido en 1998 después de derrotar a Jiří Grossmann. De 2002 a 2004 fue vicepresidente del Senado. Topolánek no buscó el tercer mandato en 2004. Después de ser elegido líder del Partido Cívico Democrático en 2002, Topolánek participó en las elecciones legislativas de 2006 que produjeron un parlamento colgado (100 escaños para partidos de izquierda y 100 para partidos de 200 miembros de la Cámara de Diputados). Topolánek fue nombrado primer ministro por el presidente Václav Klaus el 16 de agosto de 2006 e introdujo un gobierno unicolor (nueve miembros del Partido Cívico Demócrata y seis independientes). El gabinete no logró ganar confianza en la Cámara de Diputados, pero continuó siendo primer ministro interino hasta el 9 de enero de 2007, cuando se nombró su segundo gabinete. Formó un gobierno de coalición de centro-derecha con el Partido Verde y Unión Cristiana y Demócrata – Partido Popular Checoslovaco. Finalmente ganó confianza el 19 de enero de 2007 (230 días después de laselecciones), gracias a dos parlamentarios socialdemócratas que se abstuvieron, por lo que efectivamente se incumplió con un gobierno de derecha en lugar de la situación inestable en curso desde junio de 2006.

## Primer ministro (2006 - 2009)
Topolánek formó su primer gobierno el 3 de septiembre de 2006. El presidente Václav Klaus designó al gabinete el 4 de septiembre de 2006, pero no logró ganarse la confianza de la Cámara de Diputados el 3 de octubre de 2006 cuando 96 diputados votaron por el gobierno mientras 99 en contra y, por lo tanto, el Gabinete, por primera vez en la historia de la República Checa, no pudo ganar la confianza y tuvo que renunciar.
Luego, Topolánek negoció una coalición con Unión Cristiana y Demócrata – Partido Popular Checoslovaco y el Partido Verde. Su segundo gabinete fue nombrado el 9 de enero de 2007. El 19 de enero de 2007, la Cámara de Diputados aprobó el voto de confianza del gobierno con 100 diputados a favor, mientras que 97 diputados votaron en contra.

### Participación en el sistema de defensa antimisiles

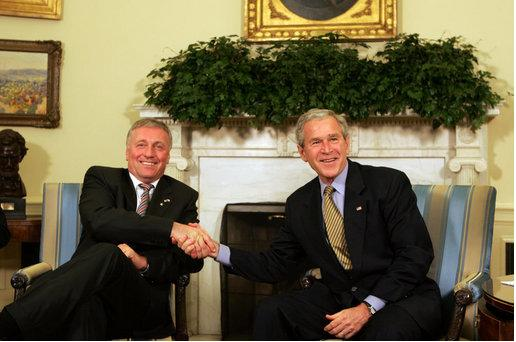
Topolánek con el entonces presidente estadounidense George W. Bush en el Despacho Oval en 2008.

Mirek Topolánek es un ferviente partidario del sistema de defensa antimisiles propuesto por la administración Bush, al que los rusos se opusieron con vehemencia, y que la administración de Obama ha sugerido que tal vez no sea necesario construir si Rusia coopera para convencer a Irán , país de cuyas ambiciones nucleares el sistema de defensa está diseñado para proteger, detener el desarrollo de su programa nuclear y su apoyo a las organizaciones terroristas en todo el Medio Oriente.

### Cinco prioridades del Primer ministro
Mirek Topolánek introdujo las llamadas "Cinco prioridades del Primer Ministro" en octubre de 2007. Fue una declaración del gobierno que incluye 10 áreas del programa, que consisten en 190 proyectos de objetivos del programa del gobierno a través del mandato electoral aceptados por el gobierno. Para facilitar la orientación y la comunicación con los ciudadanos, Mirek Topolánek había resumido las 10 áreas del programa a las cinco prioridades del primer ministro: finanzas públicas saludables, estado moderno y eficiente, ciudadanos seguros en un país seguro, eliminación de barreras, promoción de la ciencia y la educación.

### Presidencia checa del Consejo de la Unión Europea

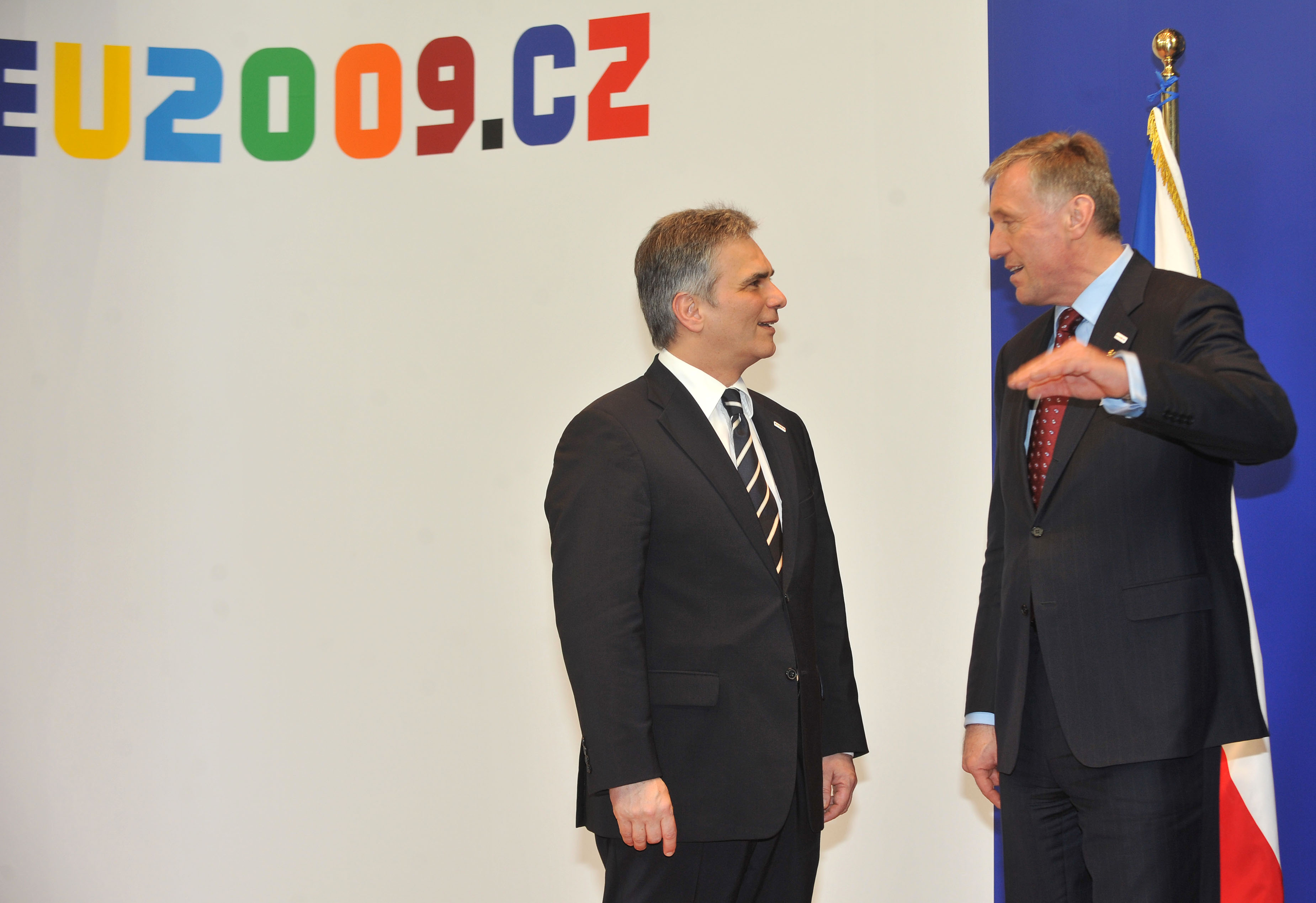
Topolánek y Werner Faymann durante la presidencia checa

El gobierno de Topolánek dirigió la República Checa durante la Presidencia checa del Consejo de la Unión Europea en 2009. La presidencia checa tuvo que lidiar con la disputa de gas entre Rusia y Ucrania. Topolánek y su equipo pudieron negociar un compromiso entre Rusia y Ucrania. Otro momento importante fue un conflicto en Gaza.
Topolánek permaneció en el cargo de Presidente del Concilio Europeo hasta que su gobierno fue reemplazado por el Gabinete de Jan Fischer.

### Caída del gobierno
El 24 de marzo de 2009, después de cuatro intentos anteriores fallidos, la oposición ČSSD y el partido comunista lograron llevar a la cámara baja del parlamento checo a un voto de desconfianza en el gobierno de Topolánek. La medida fue aprobada con 101 votos contra 96 cuando cuatro miembros de la coalición de Topolánek (dos de su propio partido) votaron con la oposición. Después de la votación, Topolánek dijo que renunciaría de conformidad con la Constitución. Dijo con confianza: "Creemos que el presidente también debe seguir la costumbre y nombrarme para formar un nuevo gobierno". Aunque sorprendida por la votación, la Comisión Europea declaró que tenía confianza en Chequia, y que la presidencia de la UE en la nación no se vería afectada.
El 15 de septiembre de 2009, Topolánek renunció a su escaño en la Cámara de Diputados después de que ČSSD anunciara un retraso de las elecciones anticipadas propuestas en octubre de 2009.

### Controversias
Topolánek ha sido criticado por su retórica, que ocasionalmente invoca recuerdos de la Segunda Guerra Mundial y las atrocidades nazis. En agosto de 2003, Topolánek calificó el programa del Partido Socialdemócrata (ČSSD) como "osvětimská lež" (mentira de Auschwitz), una expresión común en checo que denota la negación del Holocausto.
Además, en junio de 2005, un año antes de las elecciones al Parlamento, dijo: "Por mi parte, no esperen nada más que una Noche de los cuchillos largos. Esta noche simplemente llega". En realidad, esto significaba que después de las elecciones de 2006, que ganaría, haría grandes cambios de personal en el gobierno.
En marzo de 2007, envió a un periodista un mensaje SMS que comenzaba con: "Es kommt der Tag ...", que significa "Llegará el día ...". Esto fue utilizado en la década de 1930 por el Partido Sudetendeutsche que representaba a los alemanes en la antigua Checoslovaquia, y significaba que llegará el día en que el área de los Sudetes se convertirá en parte de Alemania. También en 2007, Topolánek fue criticado cuando levantó el dedo medio en la cámara baja. En octubre de 2008, Topolánek arremetió contra un fotógrafo que estaba tomando fotografías de su hijo de 15 meses. BBC informó que en un momento Topolánek empujó al fotógrafo contra la pared y le preguntó amenazadoramente por qué le estaba tomando fotos.
El 30 de mayo de 2009, la policía italiana confiscó fotos bajo sospecha de una violación de la privacidad. El viernes 5 de junio de 2009 el diario El País publicó una serie de fotografías "robadas" en la mansión sarda del premier italiano Silvio Berlusconi (llamada Villa Certosa), y en una de ellas aparece Mirek Topolánek desnudo y con una erección muy dura. Al final, el propio Topolánek admitió que el hombre desnudo tomando el sol cerca de una mujer en topless en la Villa Certosa de Berlusconi era él mismo.
El 20 de marzo de 2010, los periódicos Blesk y Lidové noviny reimprimieron pasajes de una entrevista que Topolánek dio a la revista gay checa LUI que contenía sus varias declaraciones controvertidas criticando el lavado de cerebro presuntamente perpetrado por iglesias cristianas y afirmaciones que fueron mal interpretadas deliberadamente para las que tanto los homosexuales como los judíos carecen de integridad de carácter moral, pero los judíos aún más. Se disculpó por sus declaraciones, que según él fueron tomadas fuera de contexto, el 21 de marzo de 2010. También expresó su desprecio hacia los votantes de ČSSD y describió su punto de vista sobre las minorías como "encarcelarlos a todos y patearles el trasero". LUI publicó un video completo de la entrevista. El primer ministro Fischer respondió a las declaraciones de Topolánek describiéndolas como "estúpidas, insultantes y engañosas". También expresó su deseo de restringir su contacto con Topolánek al mínimo.
A la luz de esta controversia, Topolánek decidió renunciar como líder electoral del Partido Democrático Cívico en las elecciones legislativas de mayo de 2010. El vicepresidente Petr Nečas asumió su cargo. En abril de 2015 fue expulsado de ODS por no pagar la tarifa de los miembros.

## Carrera de negocios
Topolánek comenzó una carrera empresarial después de dejar la política. Su negocio se centra en consultoría, mediación de negocios y servicios, actividades inmobiliarias, gestión y mantenimiento inmobiliario, desarrollo y desarrollo de diseños técnicos, investigación y desarrollo, publicidad y marketing y representación en medios. Su negocio fue exitoso. El propio Topolánek admitió que los contactos que hizo en política lo ayudaron a tener éxito en los negocios.

## Elecciones presidenciales de 2018

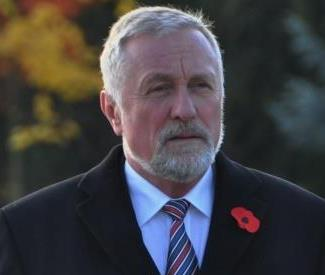
Topolánek en 2017

El 3 de noviembre de 2017, Václav Klaus Jr. declaró que Topolánek buscaba la nominación del Partido Cívico Democrático (ODS) para las elecciones presidenciales de 2018. Los medios también especularon que TOP 09 podría eventualmente respaldarlo. Topolánek discutió su candidatura con el líder del partido, Petr Fiala, y pidió a los senadores demócratas cívicos sus firmas.
El 5 de noviembre de 2017, Topolánek anunció su candidatura. Comenzó a reunir firmas de los senadores. La candidatura de Topolánek fue elogiada por políticos del Partido Cívico Democrático. El líder Petr Fiala aclamó a Topolánek como un candidato serio y experimentado. Lidové Noviny informó que los demócratas cívicos apoyarían la candidatura de Topolánek. Topolánek también fue elogiado por el líder de TOP 09 Miroslav Kalousek, quien cree que Topolánek podría usar sus experiencias como ex primer ministro y ex presidente del Consejo Europeo. El Partido Demócrata Cívico respaldó a Topolánek el 6 de noviembre de 2017. El Partido de los Ciudadanos Libres también sugirió que podría respaldarlo. El líder del partido Tomáš Pajonk declaró que el partido aún debía decidir a quién apoyar.
Topolánek lanzó su campaña el 30 de noviembre de 2017. Topolánek declaró que su política exterior sería pragmática pero también apoyaría los derechos humanos. Se oponía a las cuotas de migrantes y la adopción del euro.
La primera ronda se celebró los días 12 y 13 de enero de 2018. Topolánek recibió el 4,3% de los votos y quedó en sexto lugar. Topolánek luego admitió su derrota y respaldó a Jiří Drahoš para la segunda ronda.

## Después de las elecciones presidenciales de 2018
Topolánek volvió a trabajar para EPH después de su campaña presidencial. El 9 de enero de 2019, Topolánek anunció sus planes para un programa de entrevistas llamado Topol Show. El primer episodio fue lanzado el 7 de febrero de 2019. Topolánek invitó a su antiguo rival político Pavel Bém.

## Puntos de vista políticos
Topolánek se considera un político liberal conservador. Dijo que sus valores son conservadores mientras que sus puntos de vista económicos son liberales.
Topolánek declaró que las SAO deberían adoptar el Klausismo como su ideología cuando era el líder del partido. También apoyó la elección indirecta.
Antes de las elecciones legislativas de 2017, Topolánek declaró que las SAO deberían adoptar posturas más patrióticas que, según él, evitarían el ascenso de Tomio Okamura y los extremistas. Advirtió en contra de copiar Alternativa para Alemania. Topolánek también declaró que el Partido Cívico Democrático y el Partido de los Ciudadanos Libres eran los únicos partidos políticos reales que tenían posturas racionales hacia la Unión Europea y considera que otros partidos son demasiado pro-UE. También fue muy crítico con ANO 2011 y Andrej Babiš, cuya política llamó "robo garantizado por el estado". También ha criticado al presidente francés Emmanuel Macron, declarando que un discurso que pronunció demostró "arrogancia y desprecio por la ley de la UE".
El 4 de noviembre de 2017, Topolánek participó en una reunión llamada "Ley e igualdad". Criticó el multiculturalismo y la política de Angela Merkel hacia los refugiados. Afirmó que el multiculturalismo está matando a Europa. Advirtió contra la sharia y pidió la prohibición del islam político.

## Vida personal
Topolánek tiene dos hijas, dos hijos y dos nietos. Estuvo casado con Pavla Topolánková de 1979 a febrero de 2010. En junio de 2010, se casó con Lucie Talmanová. Sus pasatiempos incluyen tenis, golf y conducción de rally. Le gustan los libros de Steinbeck, Hemingway y Kundera. Admira a personalidades políticas como Winston Churchill , Margaret Thatcher y José María Aznar.